# Pumpkinhead (serie di film)
Pumpkinhead è una serie di film slasher-horror americani che ha come protagonista il personaggio di Pumpkinhead.
La saga è stata ideata e scritta da Stan Winston, regista del primo film.
Di questa saga fanno parte quattro film:
| Anno | Film                                                             | Regista       | Note                 |
| ---- | ---------------------------------------------------------------- | ------------- | -------------------- |
| 1988 | Pumpkinhead                                                      | Stan Winston  |                      |
| 1994 | Pumpkinhead II: Blood Wings                                      | Jeff Burr     | Uscito in home video |
| 2006 | Ceneri alle ceneri - Pumpkinhead 3 (Pumpkinhead: Ashes to Ashes) | Jake West     | Film TV              |
| 2007 | Faida di sangue - Pumpkinhead 4 (Pumpkinhead: Blood Feud)        | Michael Hurst | Film TV              |